# Almere City FC in het seizoen 2020/21
Het seizoen 2020/2021 was het 16e jaar in het bestaan van de Almeerse betaaldvoetbalclub Almere City FC. De club kwam uit in de Eerste divisie en eindigde daarin op de vierde plaats, dit betekende dat de club in de eerste ronde instroomde in de nacompetitie. In de eerste ronde werd verloren van N.E.C.. Tevens deed de club mee aan het toernooi om de KNVB Beker, hierin werd in de tweede ronde verloren van VVV-Venlo (1–4).

## Wedstrijdstatistieken

### Eerste divisie
|       | SC Cambuur | FC Den Bosch | FC Dordrecht | FC Eindhoven | Excelsior | Go Ahead Eagles | De Graafschap | Helmond Sport | Jong Ajax | Jong AZ | Jong PSV | Jong FC Utrecht | MVV Maastricht | NAC Breda | N.E.C. | Roda JC Kerkrade | Telstar | TOP Oss | FC Volendam |
| ----- | ---------- | ------------ | ------------ | ------------ | --------- | --------------- | ------------- | ------------- | --------- | ------- | -------- | --------------- | -------------- | --------- | ------ | ---------------- | ------- | ------- | ----------- |
| Thuis | 0 – 2      | 2 – 0        | 3 – 0        | 0 – 0        | 4 – 1     | 3 – 1           | 1 – 0         | 2 – 0         | 1 – 0     | 2 – 0   | 1 – 1    | 4 – 1           | 0 – 0          | 2 – 0     | 2 – 0  | 2 – 1            | 1 – 1   | 3 – 0   | 1 – 2       |
| Uit   | 7 – 2      | 1 – 1        | 2 – 2        | 1 – 3        | 4 – 6     | 3 – 0           | 2 – 2         | 2 – 1         | 1 – 4     | 2 – 5   | 1 – 2    | 1 – 3           | 2 – 0          | 4 – 0     | 0 – 1  | 0 – 0            | 2 – 3   | 2 – 4   | 2 – 2       |

### Nacompetitie
| 1e ronde                                  | Almere City FC | 0 – 4 (0 – 2) | N.E.C.                                                         |
| 15 mei 2021 Plaats: Almere Yanmar Stadion |                |               | 36', 75' Jonathan Okita 40' (pen.) Jordy Bruijn 70' Javier Vet |

### KNVB Beker
| 1e ronde                                                | SVV Scheveningen     | Afgelast      | Almere City FC                                                 |
| 1 december 2020 Plaats: Scheveningen Sportpark Houtrust |                      |               |                                                                |
| 2e ronde                                                | Almere City FC       | 1 – 4 (1 – 2) | VVV-Venlo                                                      |
| 16 december 2020 Plaats: Almere Yanmar Stadion          | Roy Gelmi 10' (e.d.) |               | 33' Vito van Crooij 45+1', 70' Jafar Arias 53' Evert Linthorst |

## Statistieken Almere City FC 2020/2021

### Eindstand Almere City FC in de Nederlandse Eerste divisie 2020 / 2021
| Stand | Gespeeld | Gewonnen | Gelijk | Verloren | Punten | Doelpunten voor | Doelpunten tegen |
| ----- | -------- | -------- | ------ | -------- | ------ | --------------- | ---------------- |
| 4e    | 38       | 22       | 9      | 7        | 75     | 75              | 48               |

### Topscorers
| #                 | Naam                 | Goal |
| ----------------- | -------------------- | ---- |
| 1.                | Thomas Verheydt      | 20   |
| 2.                | Faris Hammouti       | 8    |
| 3.                | Xian Emmers          | 6    |
| 4.                | Damon Mirani         | 5    |
| 4.                | Elias Sørensen       | 5    |
| 6.                | Oussama Bouyaghlafen | 4    |
| 6.                | John Yeboah          | 4    |
| 8.                | Ilias Alhaft         | 3    |
| 8.                | Daniël Breedijk      | 3    |
| 8.                | Frederik Helstrup    | 3    |
| 11.               | Anass Ahannach       | 2    |
| 11.               | Radinio Balker       | 2    |
| 11.               | Delvechio Blackson   | 2    |
| 11.               | Mees Kaandorp        | 2    |
| 11.               | Tim Receveur         | 2    |
| 16.               | Shayon Harrison      | 1    |
| 16.               | Ryan Koolwijk        | 1    |
| 16.               | Jearl Margaritha     | 1    |
| Onbekend doelpunt |                      |      |
| –                 | Onbekend             | 1    |
| Totaal            | Totaal               | 75   |

| #      | Naam        | Goal |
| ------ | ----------- | ---- |
| –      | Geen speler | 0    |
| Totaal | Totaal      | 0    |

| #              | Naam                  | Goal           |
| Eigen doelpunt | Eigen doelpunt        | Eigen doelpunt |
| -------------- | --------------------- | -------------- |
| 1.             | Roy Gelmi (VVV-Venlo) | 1              |
| Totaal         | Totaal                | 1              |

## Voetnoten
Almere City FC ·
SC Cambuur ·
FC Den Bosch ·
FC Dordrecht ·
FC Eindhoven ·
Excelsior ·
Go Ahead Eagles ·
De Graafschap ·
Helmond Sport ·
Jong Ajax ·
Jong AZ ·
Jong PSV ·
Jong FC Utrecht ·
MVV Maastricht ·
NAC Breda ·
N.E.C. ·
Roda JC Kerkrade ·
Telstar ·
TOP Oss ·
FC Volendam